# Pira funeraria

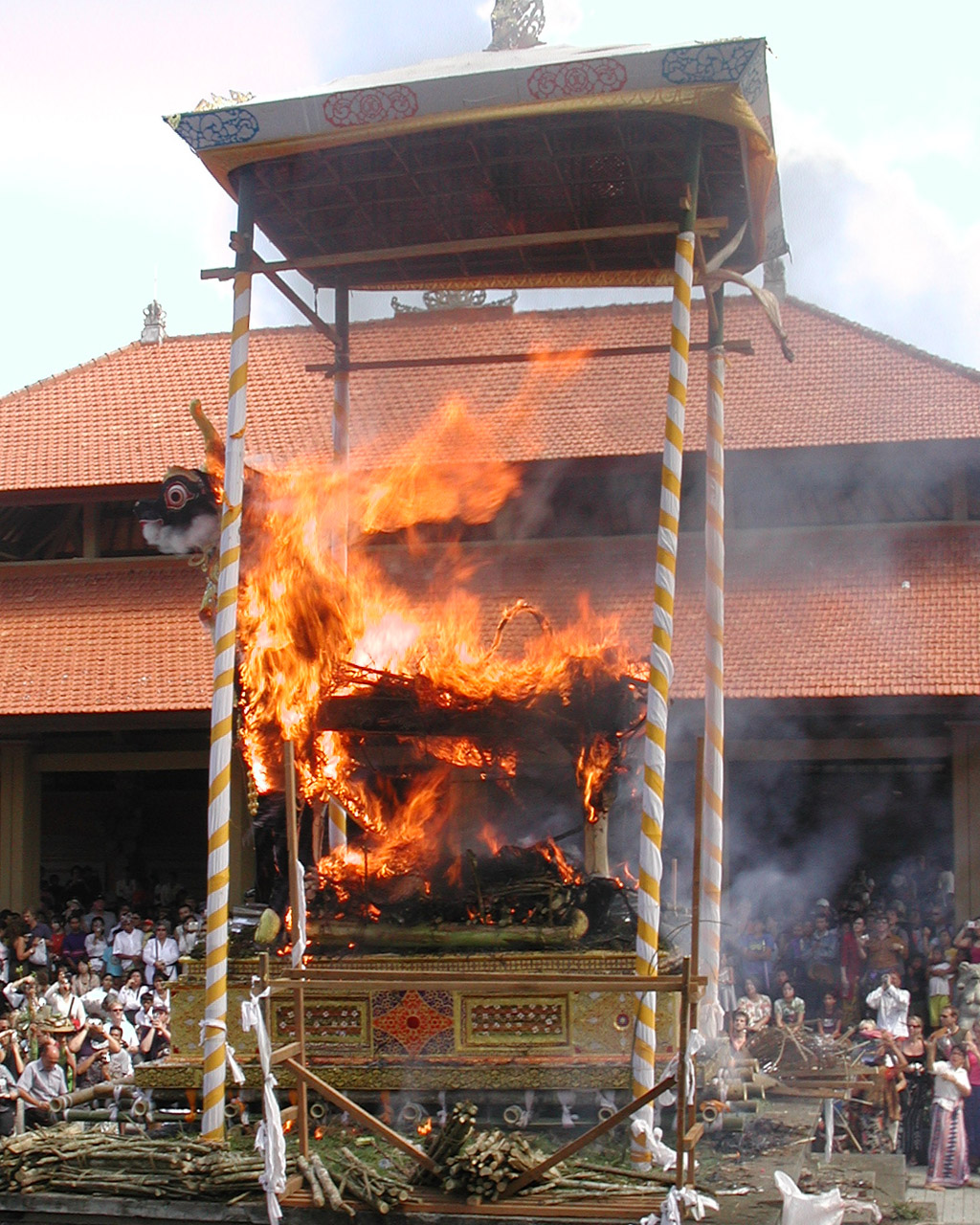
Una cerimonia di cremazione a Ubud nel 2005.

Una pira (greco: πυρά, pyrá, da πυρ, pýr, «fuoco»), nota anche come pira funeraria, è una struttura, solitamente fatta di legno, utilizzata per bruciare un corpo come parte di un rito funebre. Come forma di cremazione, un corpo è posto sulla pira, che è poi data alle fiamme.

## Usi

### Religiosi

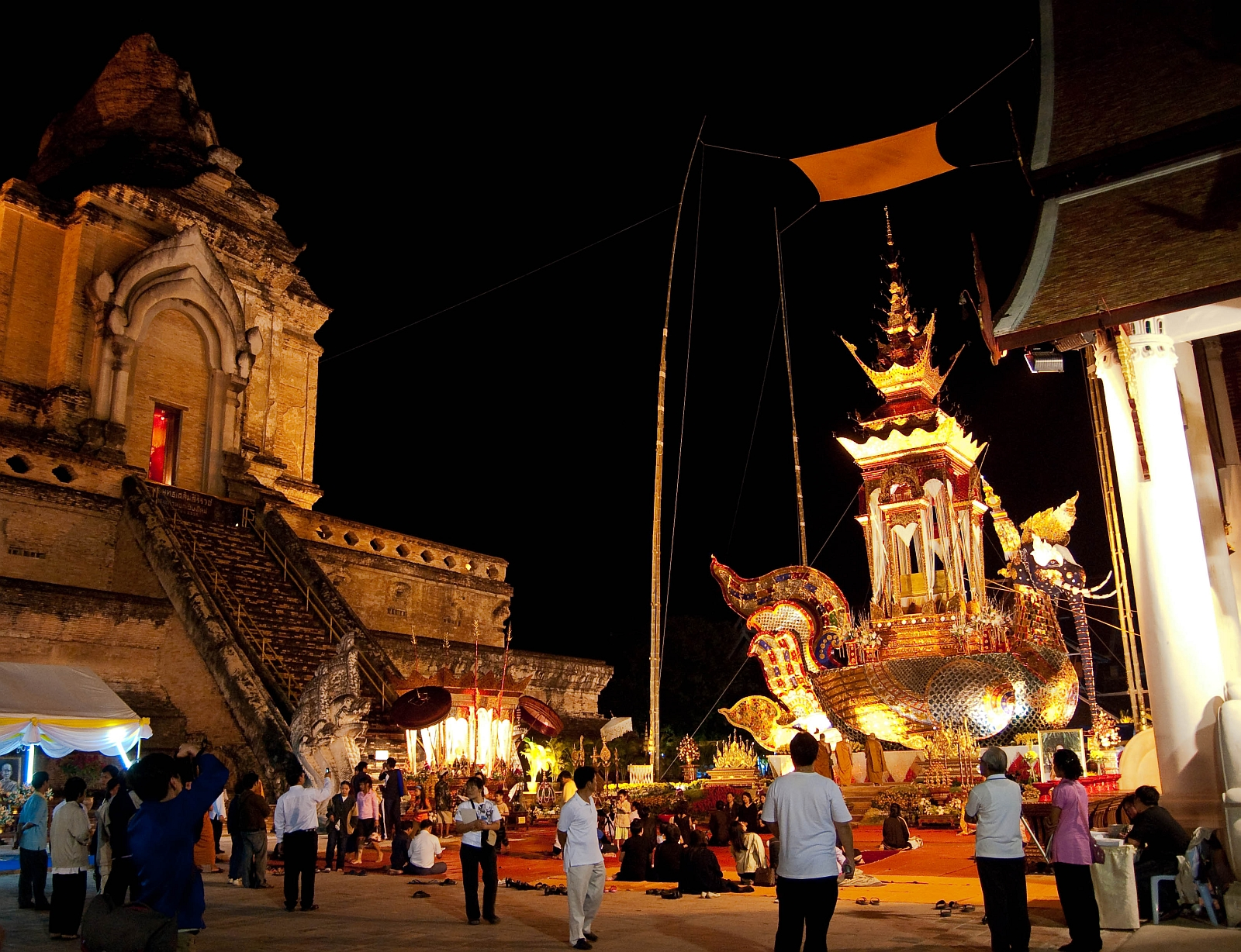
La pira funeraria di Chan Kusalo (l'alto monaco buddista della Thailandia Settentrionale) a Wat Chedi Luang, Chiang Mai, Thailandia

Tradizionalmente, le pire sono usate per la cremazione dei defunti nelle religioni induista e sikh, una pratica che risale a parecchie migliaia di anni fa. Pire funerarie erano usate anche nella cultura vichinga, tipicamente su navi galleggianti, come pure dagli antichi Romani.

### Civili
Pire e falò si usano nelle celebrazioni e nelle commemorazioni. Esempi di queste ultime sono la Notte di Guy Fawkes (Guy Fawkes Night) nel Regno Unito e in alcuni paesi del Commonwealth, dove è bruciato il 'Guy', visto come un'effigie di Guy Fawkes o del Papa.
Pire furono usate per cremare migliaia di corpi di detenuti nei campi di sterminio tedeschi di Belzec, di Sobibor e di Treblinka, in contrasto con i crematori usati in altri campi. Le pire sono state usate anche per sbarazzarsi di grandi quantità di bestiame in agricoltura, particolarmente di quelle infettate con malattie.